# Јаровњице
Јаровњице (слч. Jarovnice) насељено је мјесто са административним статусом сеоске општине (слч. obec) у округу Сабинов, у Прешовском крају, Словачка Република.

## Становништво
| Година:    | 1994. | 2004.    | 2014.    | 2024.    |
| ---------- | ----- | -------- | -------- | -------- |
| Број људи: | 3377  | 4562     | 6110     | 8261     |
| Разлика:   |       | +35,09 % | +33,93 % | +35,20 % |

| Година:    | 2023. | 2024.   |
| ---------- | ----- | ------- |
| Број људи: | 7992  | 8261    |
| Разлика:   |       | +3,36 % |

Према подацима о броју становника из 2011. године насеље је имало 5.575 становника.